# Fernán Núñez
Fernán Núñez es un municipio español de la provincia de Córdoba, Andalucía, en la comarca de la Campiña Sur. Su población es de 9638 habitantes (INE 2024). Dista 27 kilómetros de la capital provincial, Córdoba, formando parte del Consorcio de Transporte Metropolitano del Área de Córdoba.
Las principales actividades económicas son la agricultura y la construcción. Destaca el cultivo de trigo, girasol y, en menor medida, olivar. Parte de sus tierras de cultivo se incluyen en la denominación de origen vitivinícola Montilla-Moriles. Tiene como Patrona a Santa Marina de Aguas Santas.
Enlaza con Córdoba por la autovía A-45. Forma parte de la Ruta del Califato y de la Ruta del vino Montilla-Moriles. Entre sus monumentos principales está la Iglesia de Santa Marina de Aguas Santas, de estilo barroco y el palacio ducal de estilo neoclásico.

## Geografía
Ubicación
La localidad de Fernán Núñez se encuentra situada en tercio sur de la península ibérica. El término municipal de Fernán Núñez se encuentra en la Campiña de Córdoba, localizada en la depresión del Guadalquivir. Está delimitado por los términos de Córdoba, Montemayor y La Rambla.
| Noroeste: La Rambla | Norte: La Rambla | Noreste: Córdoba    |
| Oeste: La Rambla    |                  | Este: Córdoba       |
| Suroeste La Rambla  | Sur: La Rambla   | Sureste: Montemayor |

Relieve
El paisaje se caracteriza por tener un relieve suave, de onduladas lomas y suelo muy fértil, dedicado mayoritariamente al cultivo de cereal, girasol y olivar.
El arroyo Ventogil discurre a escasos kilómetros del casco urbano y nace en la zona conocida como "Las Huertas del Duque". Esta es la única zona de regadío de la localidad, dedicada al cultivo de frutas y hortalizas.
La puesta en cultivo de la totalidad del territorio nos deja escasos parajes arbolados. Cabe destacar la zona comprendida entre el paraje de "La Estacá" y la fuente de "El Pozuelo".
Clima
El clima de Fernán Núñez es el Clima Mediterráneo Continental, caracterizado por inviernos fríos y veranos caluroso. Las temperaturas presentan una gran oscilación que va desde los 0 °C (incluso temperaturas bajo cero) en invierno a más de 40 °C en verano. Fernán Núñez está situada en la zona más calurosa de España. En cuanto a precipitaciones, la media anual es de unos 600 mm. Generalmente predominan los periodos secos.
| Fernán Núñez                 | Fernán Núñez | Fernán Núñez | Fernán Núñez | Fernán Núñez | Fernán Núñez | Fernán Núñez | Fernán Núñez | Fernán Núñez | Fernán Núñez | Fernán Núñez | Fernán Núñez | Fernán Núñez | Fernán Núñez |
| Mes                          | Ene          | Feb          | Mar          | Abr          | May          | Jun          | Jul          | Ago          | Sep          | Oct          | Nov          | Dic          | Anual        |
| ---------------------------- | ------------ | ------------ | ------------ | ------------ | ------------ | ------------ | ------------ | ------------ | ------------ | ------------ | ------------ | ------------ | ------------ |
| Temperatura media anual (°C) | 8,6          | 10,8         | 14,2         | 15,6         | 19,3         | 24,9         | 27,5         | 27,7         | 22,9         | 18,2         | 12,4         | 8,3          | 17,5         |
| Precipitación media (mm)     | 92,2         | 45,1         | 57,6         | 48,8         | 63           | 6            | 0,6          | 16,4         | 39,2         | 79,5         | 103,1        | 142,2        | 694,2        |

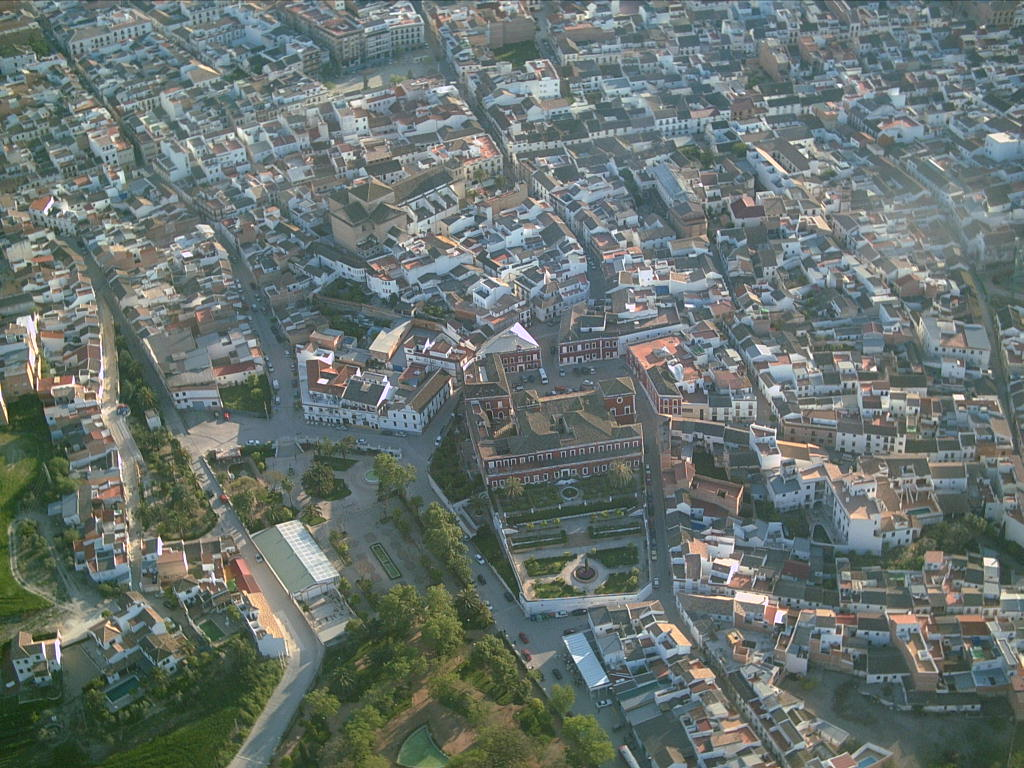
Vista aérea
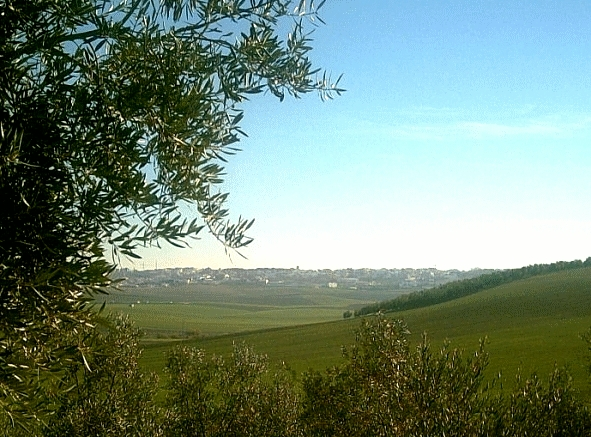
Vista panorámica
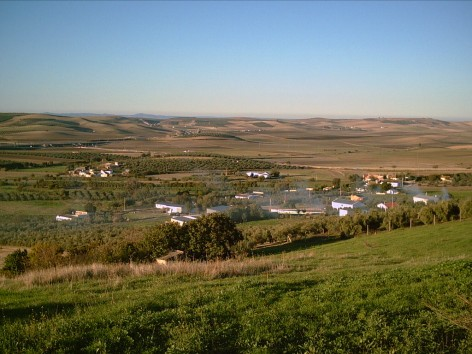
Las huertas
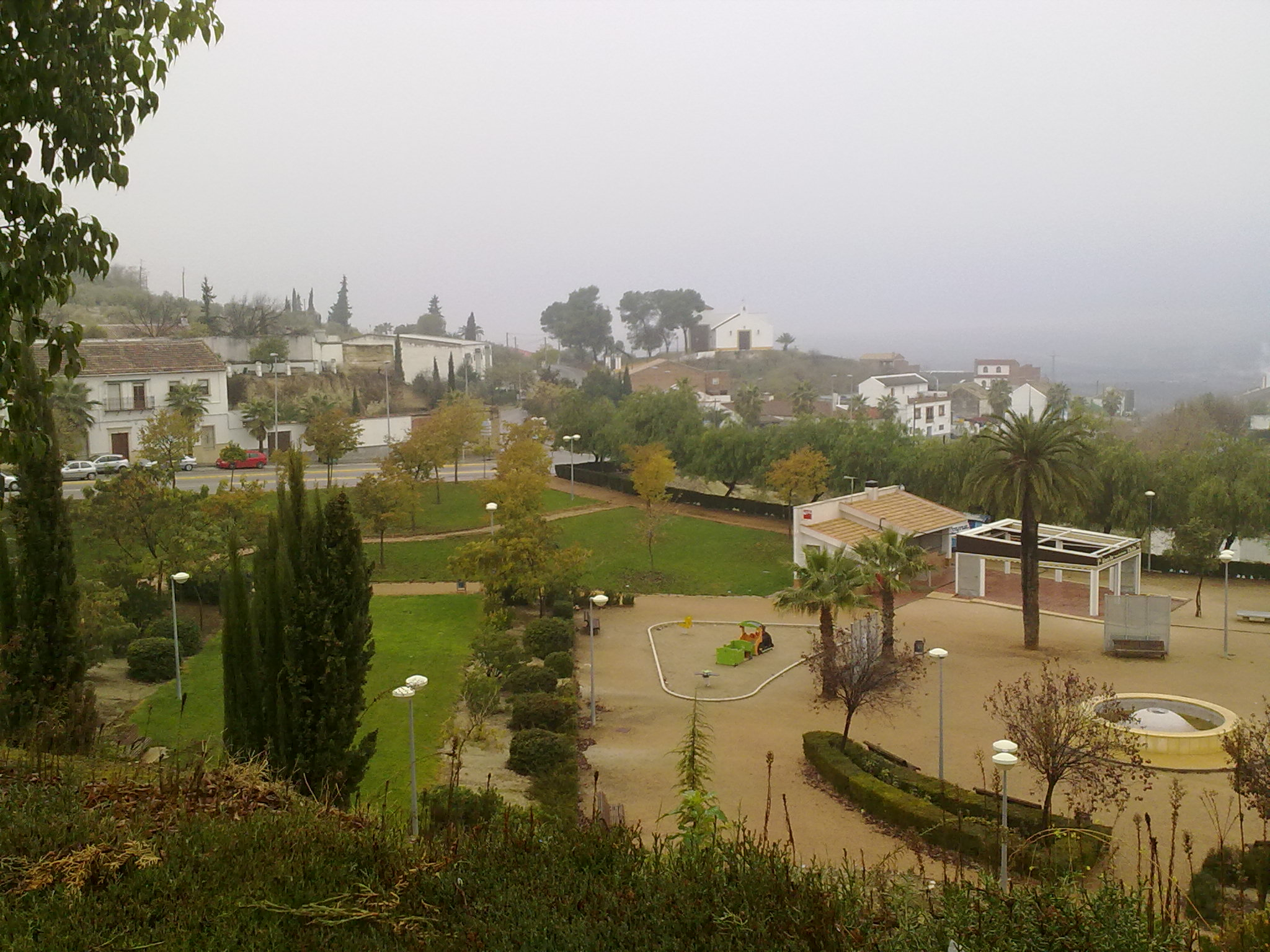
Parque de Doña Rosalina

## Historia

### Prehistoria
Las muestras de asentamientos humanos en el término municipal de Fernán Núñez datan del Paleolítico inferior. Se han encontrado útiles de piedra pertenecientes a esa época en las inmediaciones del arroyo Ventogil.
En su mayoría son cantos golpeados utilizados como herramientas cortantes aunque también se han encontrado hachas y otras piezas de elaboración más compleja.

### Edad Antigua
Durante la época romana la zona donde hoy se asienta la localidad perteneció al territorio de la antigua ciudad íbero - romana de Ulia. Este fue un asentamiento que abarcó un amplio territorio entre los términos municipales de Fernán Núñez y Montemayor.
Se han encontrado importantes restos arqueológicos de villae romanas, en zonas como Valdeconejos o Mudapelo. Esto denota una importante posición social de algunos de los pobladores de Ulia. Restos de mosaicos, ánforas o estatuas hallados en esas zonas, demuestran un gran nivel de romanización de estas tierras, llegando incluso a acuñar moneda.
Se sabe, además, que Ulia tomó parte en las guerras contra Pompeyo apoyando a Julio César hasta la derrota final del bando Pompeyano en la batalla de Munda (Montilla). Por la fidelidad mostrada recibió el nombre de Ulia Fidentia.

### Edad Media
Durante el periodo musulmán, este territorio pertenecía a la cora cordobesa. Aún hoy se conservan, aunque en muy mal estado, restos de algunas torres defensivas como la torre de Aben Cáez o la torre de la Atalaya.
En la época de la reconquista los territorios fueron tomados por las tropas del rey Fernando III, en el año 1240. Uno de sus capitanes, Fernán Núñez de Témez, se apoderó de una de las torres defensivas musulmanas (torre de Aben Hana), dándole su nombre. Los restos de esta torre, que a la postre daría también su nombre al pueblo, están integrados en el Palacio ducal y aún hoy son visibles.
El primer asentamiento cristiano se situaba en torno a la torre de Aben Cáez, en las inmediaciones de la actual ermita del Calvario. Probablemente se trataba de un poblado de mozárabes. Allí se alzaba una iglesia parroquial cuya campana fue encontrada, siglos más tarde, por Juan Criado, ilustre vecino de la villa que la usó situándola en la espadaña del antiguo Hospicio de La Caridad. La zona no ofrecía suficiente protección ante las esporádicas incursiones musulmanas. D. Diego Gutiérrez de los Ríos y García de Aguayo, en 1385, consiguió el permiso para trasladar la parroquia a un lugar más seguro, bajo el amparo del recién construido castillo de Fernán Núñez. Esta fortificación absorbió en su estructura a la conquistada torre de Fernán Núñez.
La nueva parroquia se construyó anexa al castillo formando el núcleo del nuevo asentamiento bajo el estilo románico afín a las iglesias fernandinas cordobesas.

### Edad Moderna
La casa de Fernán Núñez participó activamente en la conquista de Granada, así como en otras campañas militares, aportando tropas. Esto propició que los señores de la villa gozaran de importantes posiciones dentro de la vida pública española.

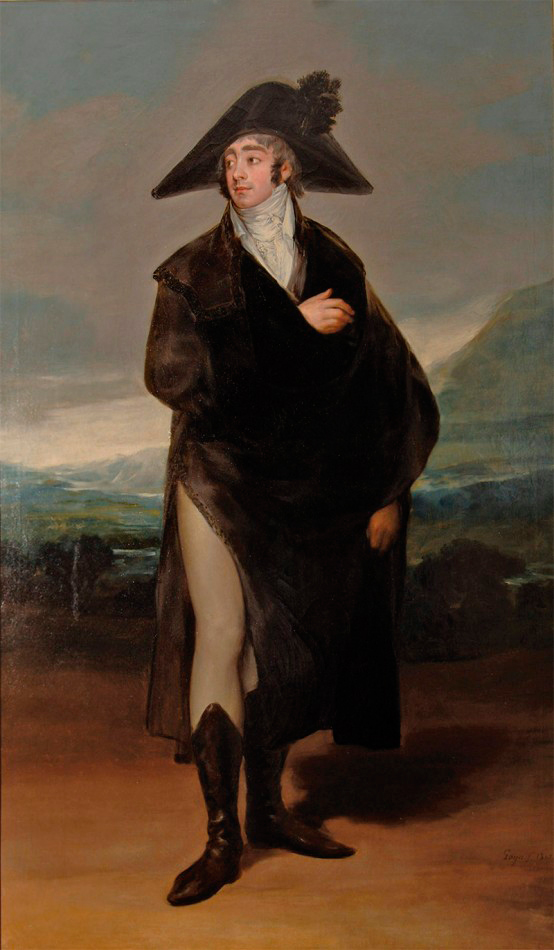
Duque de Fernán Núñez, por Goya.

Durante los siglos XVI y XVII Fernán Núñez continuó creciendo. Poco a poco la pequeña aldea se convirtió en una villa próspera y trabajadora.
En 1662 Francisco Gutiérrez de los Ríos fue el iniciador de una serie de políticas sociales muy beneficiosas para la villa.
Durante el siglo XVIII tuvieron continuación las políticas benefactoras iniciadas por Francisco de los Ríos. Su nieto, Carlos José Gutiérrez de los Ríos, impregnado del espíritu de la Ilustración fue el protagonista de las mismas. Tras el terremoto de 1755 y debido al lamentable estado en el que quedó el castillo, inició la construcción del Palacio Ducal.
Tanto Carlos José Gutiérrez de los Ríos como su hijo Carlos Gutiérrez de los Ríos, ocuparon cargos importantes como embajadores en varias ciudades europeas. Este último intervino activamente en la política de la época, llegando a participar en las negociaciones del Congreso de Viena. Habiéndose ganado los favores del rey Fernando VII, fue nombrado I duque de Fernán Núñez.
A pesar de ello fue el último en ostentar la jurisdicción señorial de la localidad.

### Edad Contemporánea
Durante el siglo XIX en Fernán Núñez se suceden las revueltas de los campesinos, descontentos por las prácticas que dificultaban el arrendamiento de la tierra. Tal llega a ser la situación que el día de San Juan de 1824 un levantamiento popular acaba con las vidas del corregidor, el escribano y el alguacil.
Ya en el siglo XX comienza a articularse en la localidad un movimiento obrero de tendencia anarquista, sucediéndose numerosas huelgas. El advenimiento de la II República Española es recibido con un aplastante triunfo del Frente Popular. En esta época se intenta llevar a cabo una reforma agraria, con el objeto de conseguir tierras de cultivo para arrendar a los campesinos. Esta situación provocó la huida de los grandes propietarios.
Durante la guerra civil Fernán Núñez, pese a su decidida resistencia, cayó rápidamente en manos del bando nacional.
Al igual que en el resto de Andalucía, durante la dictadura de Franco, Fernán Núñez vivió una fuerte emigración. Dentro de España los destinos más importantes fueron Cataluña, Madrid, País Vasco y la zona de Levante. Fuera de sus fronteras Alemania, Francia, Suiza, Bélgica o Luxemburgo se convirtieron en destinos habituales para muchos fernannuñenses que querían encontrar unas mejores condiciones de vida.

## Demografía
Fernán Núñez cuenta con una población de 9638 habitantes (INE 2024).
| Gráfica de evolución demográfica de Fernán Núñez entre 1842 y 2021                                                  |
| |
| Población de derecho según los censos de población del INE Población de hecho según los censos de población del INE |

A principios del siglo XX la población de Fernán Núñez rondaba los 6000 habitantes. En 1950, esta se había duplicado y ya superaba los 12000. Posteriormente la población ha ido sufriendo un progresivo descenso y actualmente se encuentra estabilizada en torno a los 9500 habitantes.

## Economía y empleo
Según datos de 2007, esta es la distribución de afiliados por sector de actividad:
- Agricultura 44,8 %. El 95 % de la superficie total del término municipal está dedicada a la agricultura. Se cultivan (en función de superficie): cultivos herbáceos (principalmente trigo y girasol), olivar, cultivos hortícolas y en menor medida viñedo, garbanzo y remolacha azucarera.
- Sector servicios 29,1 %.
- Construcción 16,5 %.
- Industria 9,6 %.

La tasa de paro, según datos de 2009 es del 13,07 %

### Evolución de la deuda viva municipal
| Gráfica de evolución de Deuda viva del Ayuntamiento de Fernán-Núñez entre 2008 y 2019                                |
| |
| Deuda viva del Ayuntamiento de Fernán-Núñez en miles de Euros según datos del Ministerio de Hacienda y Ad. Públicas. |

## Administración y política
A continuación se muestra un listado de los alcaldes del municipio desde el año 1979:
| Periodo   | Nombre                              | Partido  |
| --------- | ----------------------------------- | -------- |
| 1979-1983 | José Luna Eslava                    | PCE-A    |
| 1983-1987 | José Luna Eslava y Juan Luna Ibáñez | PCE-A    |
| 1987-1991 | Francisco Guerrero Valle            | IU-LV-CA |
| 1991-1995 | Juan Ramírez Toledano               | PSOE-A   |
| 1995-1999 | Juan Pedro Ariza Ruiz               | IU-LV-CA |
| 1999-2003 | Isabel Niñoles Ferrández            | PSOE-A   |
| 2003-2007 | Juan Pedro Ariza Ruiz               | IU-LV-CA |
| 2007-2011 | Isabel Niñoles Ferrández            | PSOE-A   |
| 2011-2015 | Francisca Elena Ruiz Bueno          | IU-LV-CA |
| 2015-2019 | Francisca Elena Ruiz Bueno          | IU-LV-CA |
| 2019-2023 | Alfonso Alcaide Romero              | IU-LV-CA |
| 2023-act. | Alfonso Alcaide Romero              | IU-LV-CA |

## Infraestructuras y equipamientos

### Transporte y comunicaciones

#### Vías de acceso por carretera
| Identificador | Procedencia                                                                     |
| ------------- | ------------------------------------------------------------------------------- |
| A-45          | Autovía de Málaga.                                                              |
| N-331         | Carretera Nacional Córdoba-Málaga.                                              |
| CO-3206       | Carretera Provincial a La Rambla.                                               |
| CO-3301       | Carretera Provincial a San Sebastián de Los Ballesteros.                        |
| CO-3203       | Carretera Provincial que enlaza con la N-432 Carretera Nacional Badajoz-Granada |

#### Ferrocarril
- Estación de Fernán Núñez

#### Autobuses
- Línea M-242: Córdoba - Fernán Núñez - Montemayor.[13]
- Empresa Carrera.[14]
- Alsina Graells.[15]

### Educación
- Guardería Municipal "Duque de Fernán Núñez".[16]
- Centro de Educación Infantil Pompas ( privado)
- Centro de Educación Infantil Nuestro Primer Cole ( privado)
- Colegio Público Álvaro Cecilia Moreno, centro de Educación Infantil y Primaria.
- Colegio Público Fernando Miranda, centro de Educación Infantil y Primaria.
- IES "Francisco de los Ríos", centro de Educación Secundaria.[17]Página web.
- IES "Miguel Crespo", centro de Educación Secundaria.[18]
- Centro Docente Privado "Greguerías", centro de Educación Secundaria.[19]
- Centro de Educación de Adultos

### Sanidad
Dispone del Centro de Salud "Enfermera Josefina Carmona".

### Medios de comunicación
- Onda Marina Radio[20] es la emisora municipal de Fernán Núñez.
- Pozuelo Digital[21] Portal de noticias sobre Fernán Núñez.

## Lugares de interés turístico y cultural

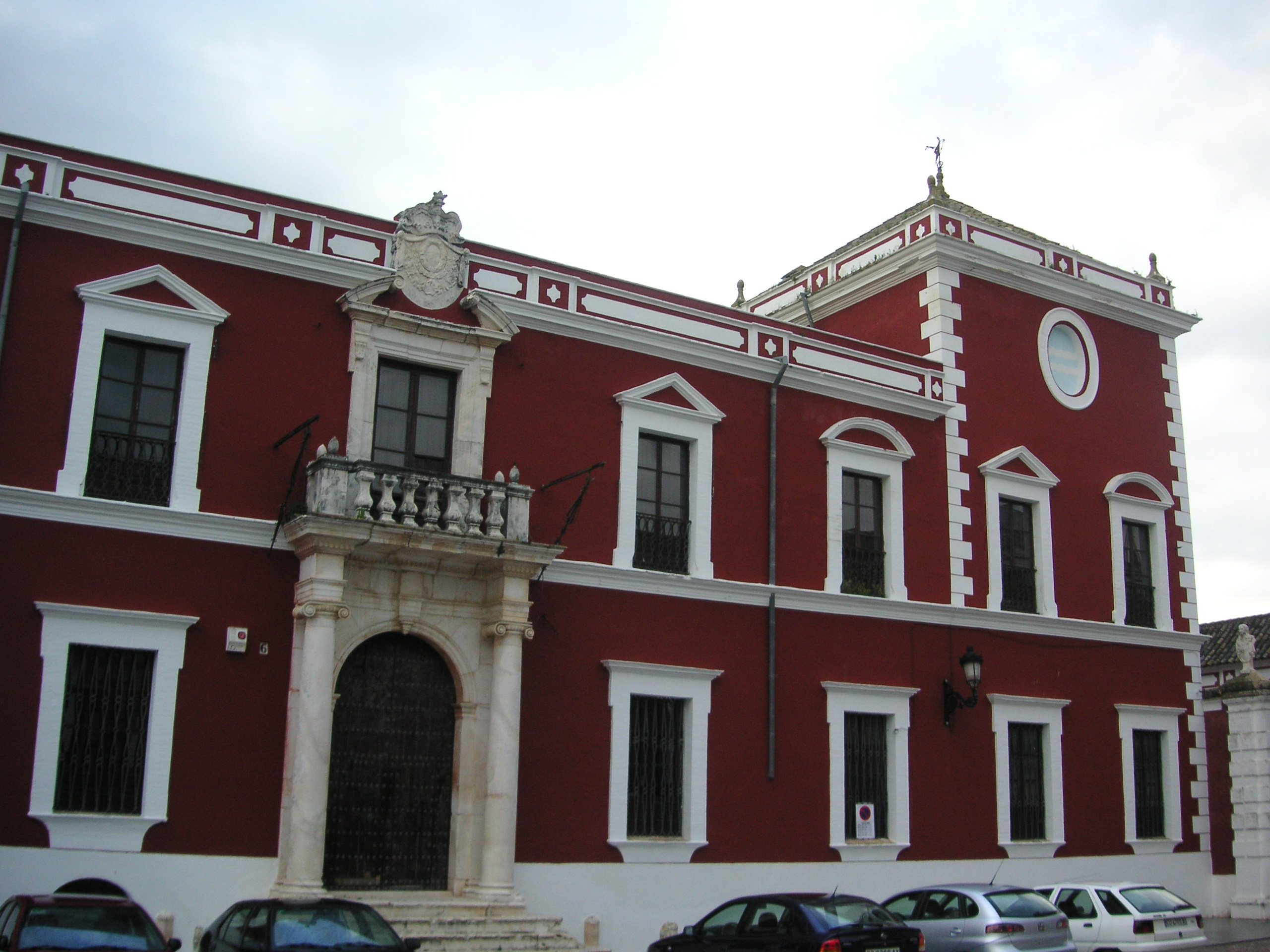
Palacio Ducal.

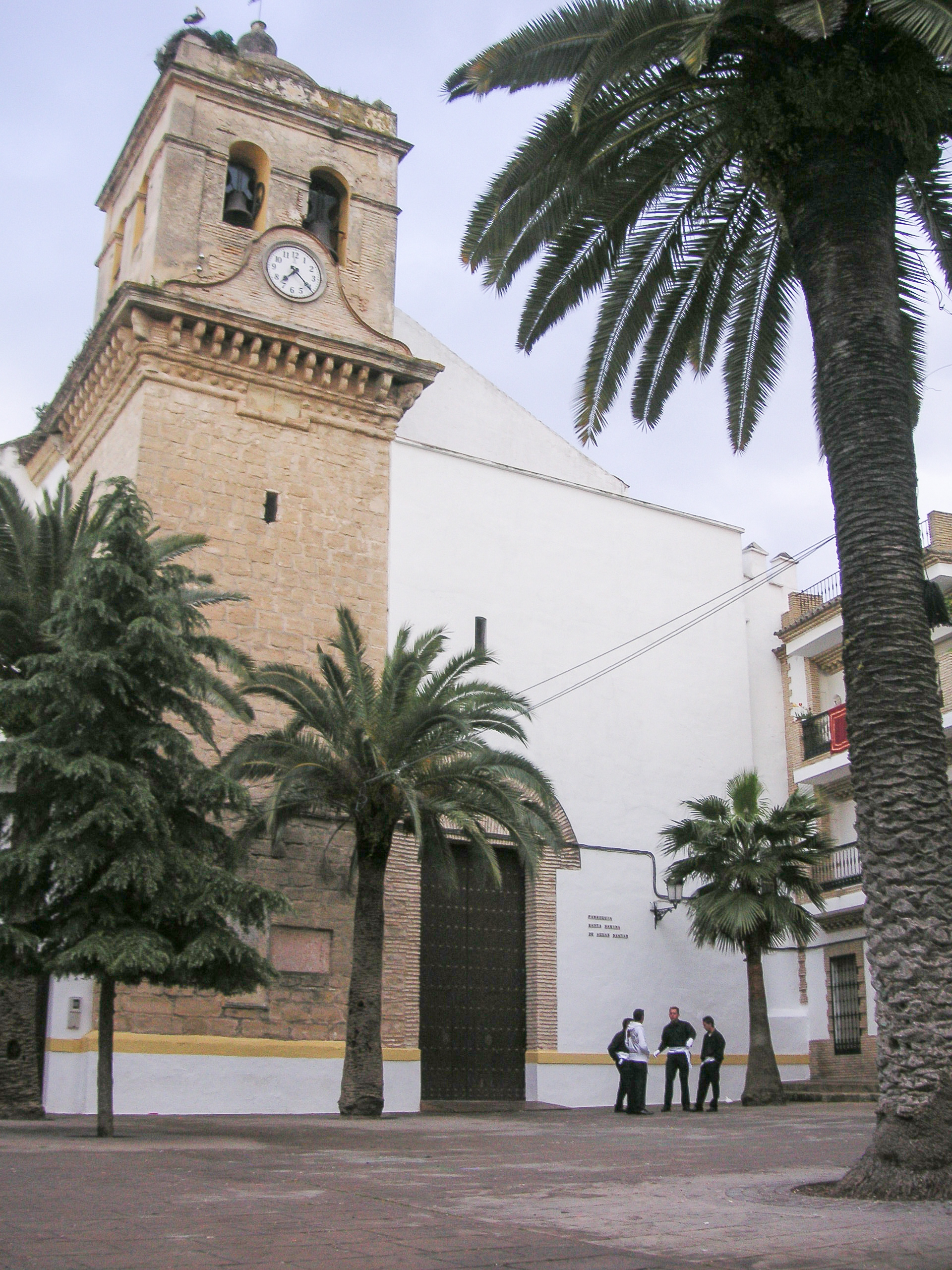
Iglesia de Santa Marina.

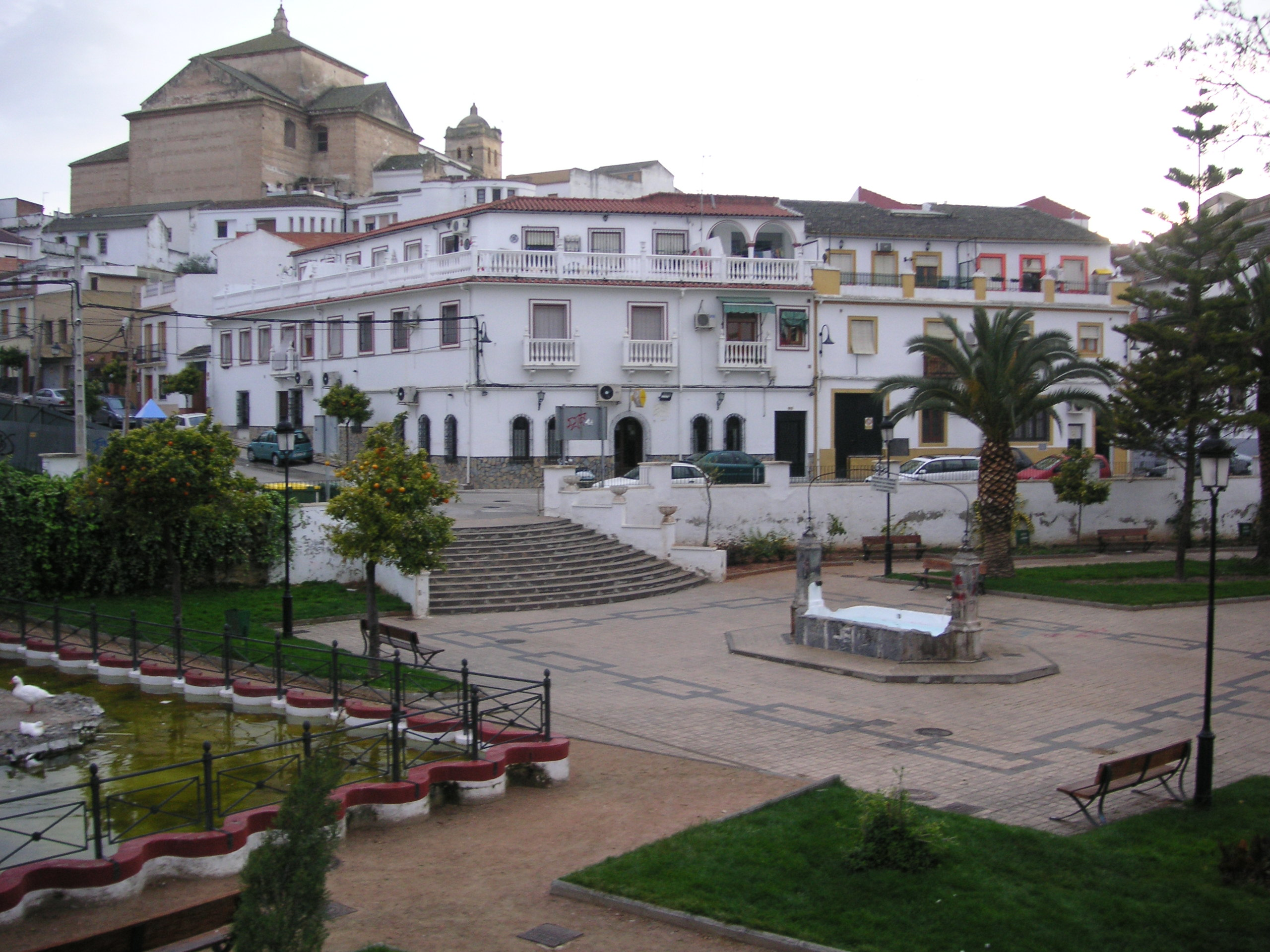
Vista panorámica de las Fuentes, al fondo Iglesia de Santa Marina.

### Palacio Ducal
El Palacio Ducal, edificado entre 1783 y 1787 es uno de los edificios de carácter civil más importantes de la provincia de Córdoba, declarado Bien de Interés Cultural en 1983. De estilo neoclásico, fue mandado construir por Carlos José Gutiérrez de los Ríos, siendo este embajador en la ciudad de Lisboa. El palacio está inspirado en la fachada del Palacio de las Necesidades de la capital portuguesa, donde se encontraba la embajada española por aquel entonces. Su construcción fue promovida por el terremoto de Lisboa de 1755 que por sí mismo ocasionó grandes daños en el castillo que se encontraba en donde hoy encontramos dicho palacio.
Poco se conoce acerca de dicho castillo, aunque hay vestigios que atestiguan su ubicación como los nombres que rodean al palacio tales como "Plaza de Armas" o "Puerta de la Villa". Con respecto a restos materiales encontramos el primer cuerpo de una torre que ahora es parte de una de las torres del palacio donde una placa conmemora que fue el primer solar de la casa de Córdoba. En ella hay una serie de bombardas y cañones que recuerdan una de las victorias de uno de los señores de la villa frente a un pirata en la costa gaditana.
En la actualidad, está siendo restaurado en algunas de sus zonas, que junto a otras ya restauradas recientemente, pueden ser visitadas en rutas periódicas guiadas por dicho complejo, cumpliendo el deseo y sueño de muchos de sus vecinos de poder visitarlo tras varias décadas cerrado.

### Iglesia de Santa Marina
La Iglesia de Santa Marina está construida sobre los restos de la antigua iglesia levantada a partir de 1385. Esta primitiva iglesia que se encontraba anexa a la fortaleza de Fernán Núñez fue declarada en ruinas hacia 1724. Por ese motivo se reedificó, terminándose en 1739. El campanario es una de las torres de la antigua fortaleza, acondicionada para ese menester. Aún se pueden ver en ella unas inscripciones góticas conservadas hasta hoy.
La iglesia, de estilo barroco se compone de una gran nave central flanqueada por múltiples capillas. Una gran bóveda cubre toda la nave y en el centro del crucero se alza la cúpula del presbiterio. En ella se pueden contemplar pinturas murales que representan a los evangelistas y a los padres de la iglesia.
Entre los retablos destacan los del altar mayor, el de Nuestro Padre Jesús Nazareno y el de Nuestra Señora del Rosario. Existe una colección de frescos repartidos por todo el templo, algunos de ellos de gran belleza. Además la iglesia cuenta con una colección de orfebrería y platería con piezas realizadas entre los siglos XVI y XX.
Lo que hoy es conocido como el "Jardinito de la Iglesia", en la entrada principal, fue el cementerio de la localidad hasta su traslado en el siglo XIX a las inmediaciones de la ermita de San Sebastián. La antigua puerta principal de entrada al templo, que aún se puede contemplar, se situaba en la parte este, estableciendo una comunicación casi lineal entre iglesia y palacio ducal.

### Iglesia de la Vera Cruz
En el lugar donde hoy se ubica la iglesia de la Vera Cruz existía una ermita desde el siglo XVI, la cual fue refundada por Ana Francisca de los Ríos, condesa viuda de Fernán Núñez, ya en el siglo XVIII. Vera Cruz significa literalmente verdadera cruz. Este nombre se debe a que la iglesia se encontraba situada junto a una cruz de término (humilladero) que, según se creía, contenía una astilla de la verdadera cruz de Cristo. También en su advocación se incluye a la Virgen de los Dolores, talla muy venerada por los vecinos desde fechas inmemorables hasta nuestros días. La iglesia estaba ubicada fuera de la población, pero el crecimiento demográfico de los siglos XVIII y XIX acabaron dejándola integrada en el casco urbano. En el siglo XVIII es donada la imagen de un crucificado de autor desconocido datado del sigo XVIII llamado en sus orígenes de la Misericordia, y actualmente como el Stmo. Cristo del Perdón y la Pobreza, que tras la reforma después del derrumbamiento empezó a presidir el altar mayor de la iglesia.
Tras ser destruida en un incendio durante la guerra civil, fue reconstruida por primera vez en la posguerra, derrumbándose en 1957. En 1960 fue nuevamente construida por Carlos Sáenz de Santamaría, siguiendo un estilo neobarroco, con planta de cruz latina y una torre campanario adyacente de dos cuerpos. Cuenta con unos salones parroquiales donde se ubica una estatua de piedra de San Rafael.

### Ermita de la Caridad
En el año 1525 el décimo señor de Fernán Núñez, Alonso Gutiérrez de los Ríos y Venegas, mandó construir la Capilla de Santa Ana, en el solar de la actual ermita ermita de la Caridad. Posteriormente se crearía el Hospital de Santa Ana en edificios anexos a la misma. Desde 1558 fue atendido por la Hermandad de la Caridad, y su uso inicial era atender a los peregrinos que se dirigían a Santiago de Compostela por la ruta del sur y a pobres enfermos de la villa. Fue tal la importancia de dicha hermandad que acabó por dar el nombre al Hospicio, llamándose Hospital de La Caridad.
En 1688 tuvo un segundo resurgimiento gracias a un fraile montillano, Diego de Córdoba, el presbítero Juan Criado de Fuentes y el III conde, Francisco de los Ríos que creó de nuevo un hospicio, manteniéndolo y dotándolo de rentas igual que el que existió siglos atrás, con las mismas funciones pero añadiendo la atención a niños huérfanos. La capilla ahora se encontraba bajo la advocación de Nuestra Señora de la Salud y el Hospicio se denominaba como antaño, de la Caridad.
Tras un incendio durante la guerra civil fue restaurada por la Hermandad del Señor del Huerto. Desde aquí sale el desfile procesional de esta cofradía cada Semana Santa.
Según la tradición popular, la campana que se encuentra situada en la espadaña de la ermita perteneció a la antigua iglesia de Santa Marina de Aguas Santas de la aldea de Abencalez. La aldea fue destruida por los árabes en una incursión de estos previa a la fundación de Fernán Núñez, que fue motivada por el traslado de los vecinos que huyeron de la aldea tras el acontecimiento. Según la historia, fue encontrada por Juan Criado, impulsor de la creación del Hospital, en un momento de desesperación ante la falta de colaboración de los vecinos de Fernán Núñez.
La ermita, arquitectónicamente, presenta una espadaña con la campana antes mencionada y un ojo de buey en su fachada, con tejado a dos aguas.

### Ermita del Calvario
Sobre un montículo se puede ver la Ermita del Calvario, cuya fundación se atribuye a Francisco Gutiérrez de los Ríos y a una familia de la localidad, los Arroyo, quienes contribuyeron económicamente a levantarla, en 1721 y se encuentra situada al comienzo de la antigua Colada del Pozuelo, actualmente la carretera de San Sebastián de los Ballesteros.
Presenta tres naves separadas (dos laterales pequeñas y una central mayor) por arcos. En el altar central se encuentra la imagen del Cristo de la Humildad y María Santísima del Tránsito, ambas son tallas anónimas del siglo XVIII. Esta ermita acoge la imagen de San Isidro y de la copatrona de Fernán Núñez, María Santísima del Tránsito. El primer miércoles de cada mes se oficia una misa en ella.
Algunos historiadores la relacionan con el cuadro de Goya Procesión de aldea.

### Ermita de San Sebastián
La actual Ermita de San Sebastián, inserta en el cementerio municipal, sustituye a la anterior dedicada a dicho santo junto a la Virgen de los Remedios, que fue derribada debido a su lamentable estado en el siglo XIX.
Actualmente, se encuentra custodiada por un Cristo crucificado, obra de Juan Polo. En ella se puede observar en la entrada cuatro pilones que marcan las obras frustradas de un panteón para la casa ducal.

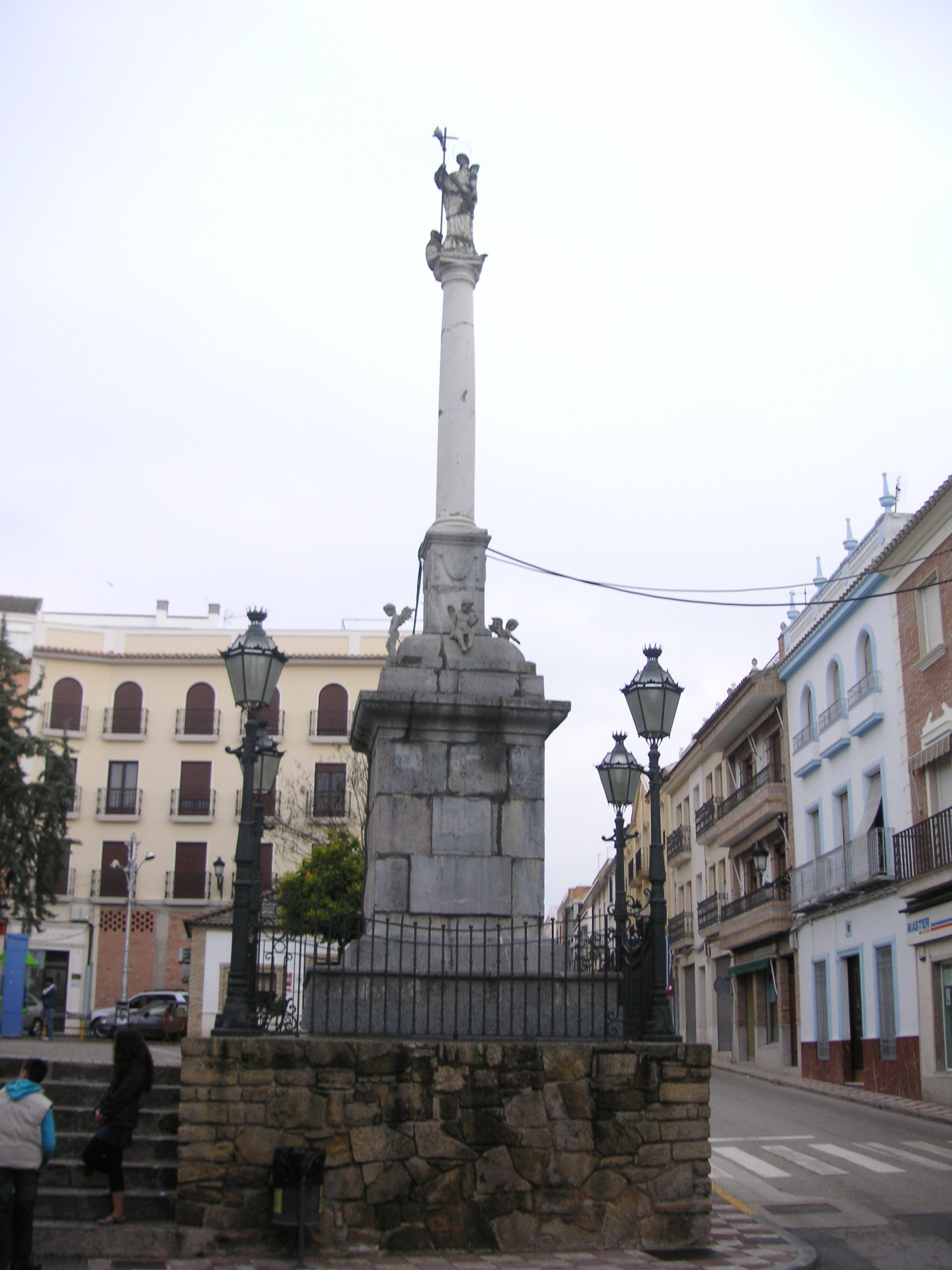
Monumento a Santa Marina

### Triunfo de Santa Marina
Es el centro del actual pueblo. En esta plaza en uno de sus extremos se rinde homenaje a la patrona del municipio. Las obras para su construcción se iniciaron en 1816, trasladándose un pedestal que había delante de la parroquia de Santa Marina a la nueva Plaza del Egido, actual Paseo de Santa Marina. El monumento consta de un gran basamento sobre el que se levanta el pedestal con columna (de posible origen romano) y, sobre esta, está la imagen de Santa Marina, colocada finalmente en 1842. Su aspecto actual es consecuencia de una restauración llevada a cabo hace algunos años por suscripción popular con la que se le añadió una baranda nueva y cuatro ángeles diseñados y llevados a cabo por el escultor local Juan María Vargas.

### Cruz de los Desamparados
Reconstrucción de la antigua Cruz, que con el mismo nombre, recuerda a los habitantes de Aben Cáez que no pudieron ser refugiados bajo "el amparo" del castillo de Fernán Núñez tras un ataque de las tropas árabes a dicha aldea. Se cree que fue colocada en el lugar donde la patrona de Fernán Núñez, Santa Marina de Aguas Santas se le apareció a la pastorcilla de Abencalez advirtiéndoles del peligro que corrían sus vecinos.
Uno de los Condes de Fernán Núñez añadió una placa conmemorativa a la antigua cruz y fue guardada, aunque conservada en mal estado por algunos vecinos de la localidad hasta su donación hace unos años a la Hermandad de Santa Marina de Aguas Santas que hizo una réplica y la colocó en la Parroquia de Santa Marina de Aguas Santas, en la capilla de su titular.

### Lugares pintorescos
- Plaza de armas
- Estatua del sembrador, parque de Doña Rosalina.
- Estatua homenaje al perro Moro, parque del Llano de las fuentes.
- Calleja del arco.
- Calle Ángel Espejo, conocida como "calle nueva".
- Peña Flamenca "El Mirabrás".

## Fiestas y costumbres
Las fiestas locales son:
- Jueves Lardero, anterior al Miércoles de Ceniza.

Esta celebración tiene su origen en la reconquista española. El adjetivo lardero proviene de la palabra lardo, una antigua manera de denominar a la manteca y por extensión, a la carne. El Jueves Lardero se inició para conmemorar la toma de Granada por parte de las tropas cristianas, en la cual participaron algunos vecinos de la localidad, reclutados para tal causa. A su vuelta, el señor de la villa ordenó celebrarlo y se repartieron panes y huevos duros entre los vecinos.
La festividad se fue adaptando a las pautas religiosas de la cuaresma. En la actualidad, este día se celebra yendo al campo ("irse de perol", así se le denomina en la jerga cordobesa) donde se suele comer el tradicional hornazo.
- San Isidro Labrador, el 15 de mayo

Se celebra una romería, compuesta por multitud de carretas y jinetes a caballo que acompañan a la imagen del Santo, tirada por bueyes. Finaliza en el paraje de la Estacá, donde tienen lugar numerosos peroles y festejos. Actualmente la verbena nocturna se celebra en el Recinto Ferial.
- Cruces de Mayo

Las calles se adornan con flores y motivos típicos, al son de las sevillanas y en torno a una cruz floral en la que las degustaciones de platos típicos, tapas y vino amenizan todo un fin de semana del mes de mayo. El día de la cruz los niños se echan a la calle procesionando sus pequeñas cruces, pidiendo limosna a los vecinos diciendo lo siguiente: "Limosna para la cruz de Mayo" y, si hay limosna, " que el Señor se lo premie".
- Feria de la patrona, Santa Marina de Aguas Santas, a mediados de julio.
- Feria Real a mediados de agosto, en honor de Nuestra Señora del Tránsito.
- Carnaval, variable

La gente se disfraza para esa noche de fiesta.
- Semana Santa. La Pasión se celebra en esta localidad con el mayor apego a las tradiciones, y, al mismo tiempo, con un espíritu abierto a la incorporación de las nuevas corrientes que, partiendo de nuestro patrimonio cofrade lo enriquecen con nuevas cofradías, imágenes y desfiles procesionales. A continuación, se citarán las siguientes cofradías: Jesús en su entrada Triunfal en Jerusalén y la Cofradía de Ntra. Sra. del Rosario, Jesús Orando en el Huerto y María Santísima de la Paz y Esperanza, Jesús en su Coronación de Espinas y María Santísima de las Angustias, Jesús de las Penas y María Santísima de las Lágrimas, Santísimo Cristo del Calvario en su Humildad y María Santísima del Tránsito, Nuestro Padre Jesús Caído, María Santísima de los Dolores, Santísimo Cristo del Perdón y la Pobreza, Nuestro Padre Jesús Nazareno. María Santísima de la Soledad. Santo Entierro, Santísimo Cristo de la Buena Muerte, Santo Entierro y María Santísima de la Soledad y Jesús Resucitado.

## Gastronomía

### Platos típicos
- Salmorejo
- Migas con chicharrones
- Patatas con bacalao
- Maimones (sopa de ajo y cebolla)

### Repostería

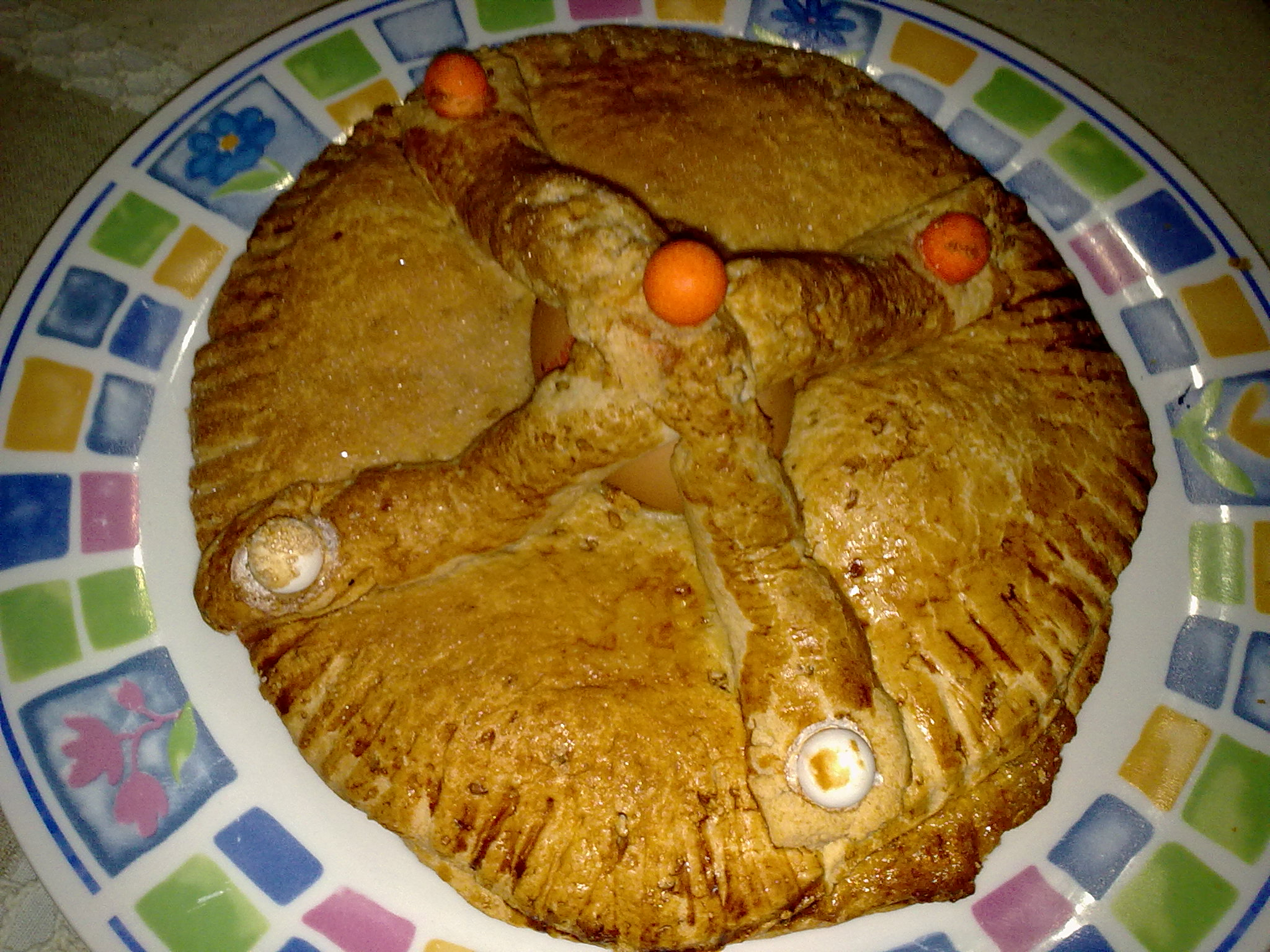
Hornazo.

Fernán Núñez posee una amplia variedad de dulces, muchos de ellos típicos de cierta época del año:
- Bizcochos
- Dobladitas (a base de batata, son típicas de la festividad de Todos los Santos)
- "Jeringos" y Sopaipas
- Hornazos (en Jueves Lardero)
- Magdalenas
- "Negritos"
- Orejitas de Abad
- Pestiños (en Navidad)
- Piononos
- Roscos de huevo y de vino
- Suspiros (en Semana Santa)
- Tortas de aceite
- Chocotacos
- Turrones y helados de la Heladería Colomina (auténticos helados valencianos)
- Huevos fritos con chorizo de orza.

### Vinos
Está muy extendido el consumo de los vinos propios de la zona Montilla - Moriles predominando los vinos dulces y, sobre todo, los finos existiendo ya una larga tradición en la elaboración de este tipo de caldos. El municipio de Fernán Núñez está adherido a la Ruta del Vino de Montilla Moriles.

## Recorridos de interés
- Ruta de las fuentes de Montemayor y Fernán Núñez, ruta rural que une estas dos localidades. Tiene una longitud total de 7,5 km y su grado de dificultad es bajo.
- Ruta del Califato
- Ruta del vino Montilla-Moriles

## Habla fernannuñense

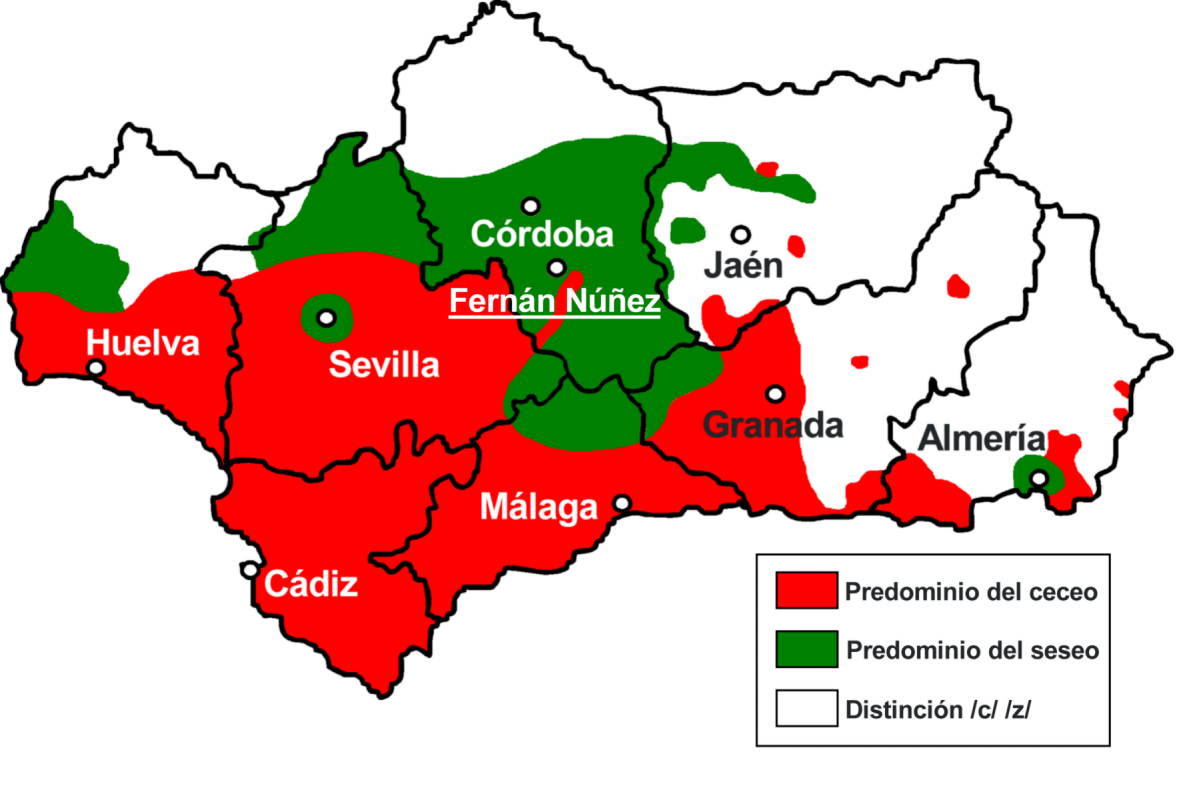
Fernán Núñez en el mapa de ceceo, seseo y distinción de /c/ y /z/ en Andalucía

El habla fernannuñense forma parte de las hablas cordobesas de la campiña, dentro del dialecto andaluz.
Algunas características del habla fernannuñense:
- Seseo sistemático.
- Aspiración de la /j/ castellana. (cohín por cojín, aho por ajo, etc.).
- Frecuente uso de arcaísmos tales como la conservación de /h/ aspirada (jacer por hacer, jigo por higo, jarto por harto, etc.) o la conservación entre algunos hablantes de la forma habemos por hemos.
- Otros rasgos propios del dialecto andaluz: pérdida de la /d/ intervocálica (menúo en lugar de menudo), la pérdida de la /r/ intervocálica en el habla vulgar (paese en lugar de parece); la igualación de /l/ y /r/ implosivas (sarto por salto, arguno por alguno), la desaparición del "de" de posesión (voy a ca María por voy a casa de María), desaparición de consonantes finales (comé por comer, comersiá por comercial, fási por fácil, comunidá por comunidad, etc.), aparición común de apócopes "Con dos palabras que ma dicho, ma callado" (que en conjunto sería: Con doh palabrah que ma dicho ma cayao), etc.